# Arnold Czernuszewicz
Arnold Piotrowicz Czernuszewicz (ros. Арнольд Петрович Чернушевич, biał. Арнольд Пятровіч Чарнушэвіч, Arnold Piatrowicz Czarnuszewicz; ur. 15 stycznia 1933 w Mińsku, zm. 2 września 1991) – białoruski szpadzista reprezentujący ZSRR, brązowy medalista olimpijski i trzykrotny medalista mistrzostw świata.
Na igrzyskach olimpijskich w Melbourne w 1956 roku był piąty w zawodach drużynowych, a w indywidualnych odpadł w ćwierćfinałach. Na rozgrywanych cztery lata później igrzyskach olimpijskich w Rzymie reprezentacja ZSRR w składzie: Guram Kostawa, Bruno Habārovs, Arnold Czernuszewicz, Walentin Czernikow i Aleksandr Pawłowski zdobyła brązowy medal. W rywalizacji indywidualnej ponownie dotarł do ćwierćfinałów.
Podczas mistrzostw świata w Filadelfii w 1958 roku zdobył indywidualnie brązowy medal, plasując się za Brytyjczykiem Billem Hoskynsem i Włochem Edoardo Mangiarottim. Na rozgrywanych w 1959 roku mistrzostwach świata w Budapeszcie wspólnie z Bruno Habārovsem, Walentinem Czernikowem, Guramem Kostawą i Witalijem Chodosowskim zdobył srebrny medal w zawodach drużynowych. W rywalizacji drużynowej zdobył również złoty medal na mistrzostwach świata w Turynie (1961), gdzie reprezentanci ZSRR wystąpili w składzie: Arnold Czernuszewicz, Walentin Czernikow, Bruno Habārovs, Guram Kostawa i Dmitrij Lulin.
W latach 1959 i 1962 zdobywał indywidualne mistrzostwo ZSRR. Po zakończeniu kariery pracował jako trener.